# Heinersreuth (Bad Berneck im Fichtelgebirge)
Heinersreuth ist ein Gemeindeteil der Stadt Bad Berneck im Fichtelgebirge im Landkreis Bayreuth (Oberfranken, Bayern). Heinersreuth liegt in der Gemarkung Bärnreuth.

## Geografie
Das Dorf liegt am Metzlersreuther Bach, einem linken Zufluss der Ölschnitz. Eine Gemeindeverbindungsstraße führt nach Hämmerlas (1,2 km nordöstlich) bzw. nach Bärnreuth (2,1 km südwestlich).

## Geschichte
„Heinrichsreuth“ gehörte im Jahr 1363 den Herren von Hirschberg. 1365 verkauften sie u. a. diesen Ort an die Nürnberger Burggrafen.
Gegen Ende des 18. Jahrhunderts bestand Heinersreuth aus neun Anwesen. Die Hochgerichtsbarkeit stand dem bayreuthischen Stadtvogteiamt Berneck zu. Die Dorf- und Gemeindeherrschaft hatte das Kastenamt Gefrees. Grundherren waren das Amt Stein (1 Halbhof, 2 Viertelhöfe, 2 Sölden) und das Rittergut Birken (2 Halbhöfe, 1 Söldengut, 1 Haus).
Von 1797 bis 1810 unterstand Heinersreuth dem Justiz- und Kammeramt Gefrees. Infolge des Ersten Gemeindeedikts wurde Heinersreuth dem 1812 gebildeten Steuerdistrikt Berneck zugewiesen. Zugleich entstand die Ruralgemeinde Heinersreuth. Sie war in Verwaltung und Gerichtsbarkeit dem Landgericht Gefrees zugeordnet und in der Finanzverwaltung dem Rentamt Gefrees. In der freiwilligen Gerichtsbarkeit unterstanden vier Anwesen dem Patrimonialgericht Birken. Mit dem Zweiten Gemeindeedikt (1818) wurde die Heinersreuth in die Gemeinde Bärnreuth eingegliedert. Im Zuge der Gebietsreform in Bayern wurde Heinersreuth am 1. Januar 1971 in Bad Berneck im Fichtelgebirge eingegliedert.

### Einwohnerentwicklung
| Jahr      | 001818 | 001819 | 001861 | 001871 | 001885 | 001900 | 001925 | 001950 | 001961 | 001970 | 001987 |
| Einwohner | 62     | 59     | 61     | 70     | 63     | 50     | 55     | 63     | 37     | 21     | 12     |
| Häuser    | 7      |        |        |        | 8      | 8      | 8      | 7      | 7      |        | 11     |
| Quelle    | [ 7 ]  | [ 10 ] | [ 11 ] | [ 12 ] | [ 13 ] | [ 14 ] | [ 15 ] | [ 16 ] | [ 17 ] | [ 18 ] | [ 1 ]  |

## Religion
Heinersreuth ist seit der Reformation evangelisch-lutherisch geprägt und bis heute nach (Bad) Berneck gepfarrt.